# Elisabeth Young-Bruehl
Elisabeth Young-Bruehl (* 3. März 1946 als Elisabeth Young in einer Kleinstadt in Maryland an der Chesapeake Bay; † 1. Dezember 2011 in Toronto) war Psychotherapeutin, Publizistin und Dozentin des Center for Psychoanalytic Training and Research der Columbia-Universität in New York City.

## Leben
Young-Bruehls Mutter Lois (Bea) Williams war eine Hausfrau und ihr Vater Herbert (Gibby) Young ein Golfprofi. Young-Bruehl hatte einen älteren Bruder und eine jüngere Schwester. Am Sarah Lawrence College studierte sie poetisches Schreiben bei Muriel Rukeyser, zog dann nach New York City und studierte Philosophie an der New School for Social Research.
1968 heiratete sie Robert Bruehl, von dem sie sich später wieder scheiden ließ. 2005 zog sie nach Toronto. Dort heiratete sie 2008 Christine Dunbar.
Zuvor hatte sie an der Wesleyan University, später am Haverford College gelehrt. Sie veröffentlichte eine große Anzahl an Fachbüchern, unter denen die Biographien über Hannah Arendt, deren Schülerin sie zeitweise war, sowie Anna Freud einem größeren Publikum bekannt wurden. Für die Arendt-Biographie, die als Standardwerk für die Arendt-Forschung gilt, erhielt sie den Literaturpreis Harcourt Award. Ihre Veröffentlichung Anatomie eines Vorurteils (1982) gewann 1996 den Preis der renommierten US-amerikanischen Verlegervereinigung Association of American Publishers für das beste Buch im Fach Psychologie. Neben Fachpublikationen veröffentlichte Young-Bruehl Lyrik und Prosa.
Elisabeth Young-Bruehl starb am 1. Dezember 2011 in Toronto an einer Lungenembolie.

## Werke (Auswahl)

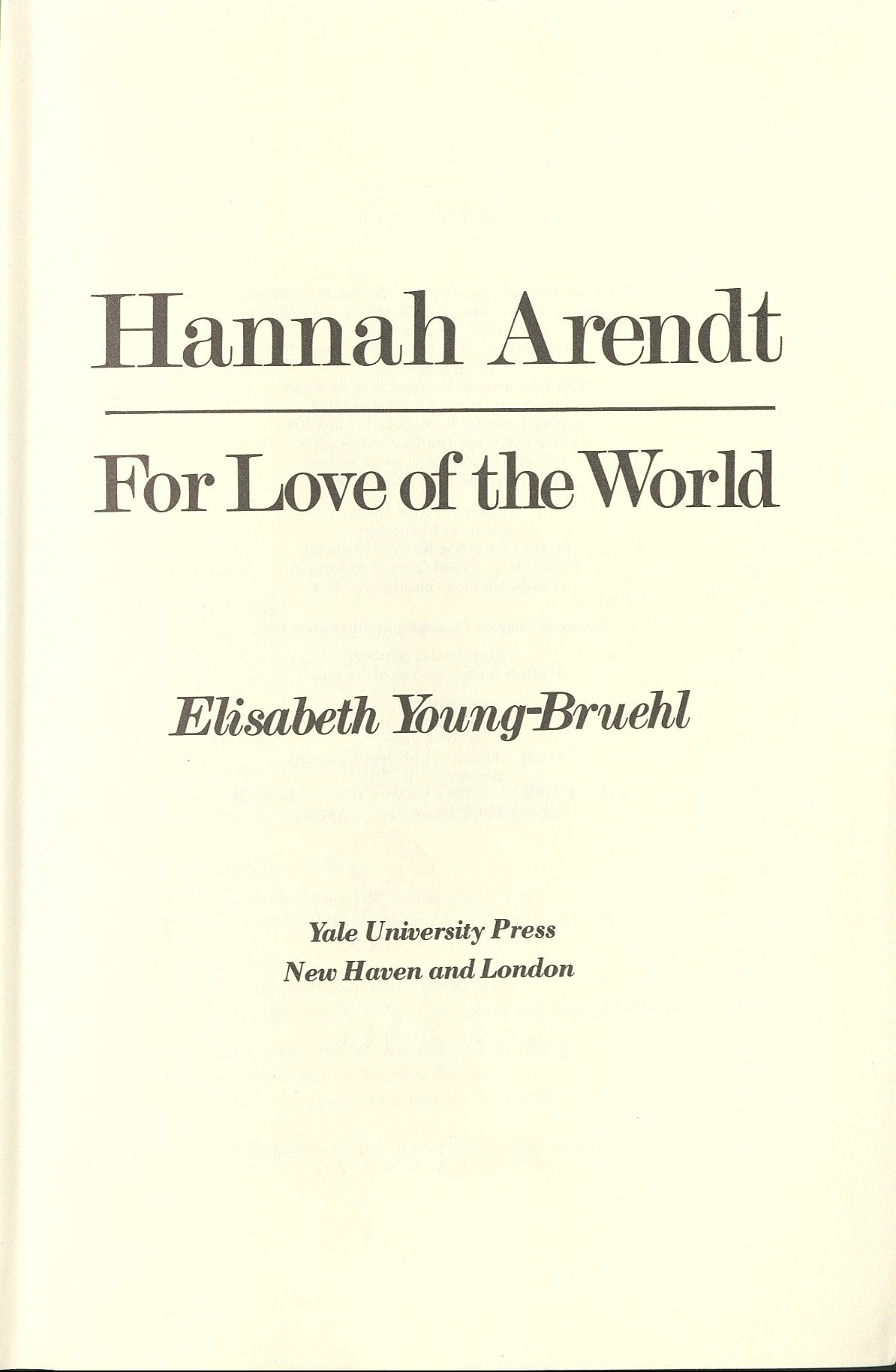
Hannah Arendt (1982)

- Conor Cruise O’Brien: An Appraisal. (co-author: Joanne L. Henderson). Proscenium Press, 1974, ISBN 0-912262-33-8.
- Freedom and Karl Jasper’s Philosophy. Yale University Press, 1981, ISBN 0-300-02629-3.
- Vigil. Louisiana State University Press, 1983, ISBN 0-8071-1075-2.
- Mind and the Body Politic Routledge, Independence, Kentucky, 1989, ISBN 0-415-90118-9.
- Vorwort in: Between Hell and Reason: Essays From the Resistance Newspaper “Combat”, 1944–1947. Wesleyan University Press, 1991, ISBN 0-8195-5189-9.
- Creative Characters. Routledge, 1991, ISBN 0-415-90369-6.
- Freud on Women: A Reader. (editor) Norton, 1992, ISBN 0-393-30870-7.
- Global Cultures: a Transnational Short Fiction Reader. (editor) Wesleyan University Press, 1994, ISBN 0-8195-6282-3.
- Anna Freud, Tl.1, Die Wiener Jahre. 1995, ISBN 3-85286-011-3.
  - Anna Freud: A Biography. Summit Books, New York, 1988, ISBN 0-671-61696-X.
- The Anatomy of Prejudices Harvard University Press, 1996, ISBN 0-674-03190-3.
- Vorwort in 1997 re-issue of David Stafford-Clark’s 1965 book: What Freud Really Said: An Introduction to His Life and Thought. Schocken Books, 1997, ISBN 0-8052-1080-6.
- Subject to Biography: Psychoanalysis, Feminism, and Writing Women’s Lives. Harvard Univ. Press, 1999, ISBN 0-674-85371-7.
- Cherishment: a Psychology of the Heart  (co-author) Faith Bethelard. Free Press, 2000, ISBN 0-684-85966-1.
- Where Do We Fall When We Fall in Love? (essays) Other Press (NY), 2003, ISBN 1-59051-068-2.
- Hannah Arendt: For Love of the World. Yale University Press, 1982, ISBN 0-300-02660-9; Second Edition Yale University Press, 2004, ISBN 0-300-10588-6.
  - Hannah Arendt. Leben, Werk und Zeit. Fischer Verlag, Frankfurt 1986, 2. A. 2004, 3. A. 2013, ISBN 3-596-16010-3.
- Why Arendt Matters. Yale University Press, London 2006, ISBN 0-300-12044-3.